# The Haunted Curiosity Shop
 (juillet 2025).
Pour plus de détails, voir Fiche technique et Distribution.
The Haunted Curiosity Shop est un film muet britannique réalisé par Walter R. Booth, sorti en 1901 au Royaume-Uni.

## Fiche technique
- Titre original : The Haunted Curiosity Shop
- Réalisation : Walter R. Booth
- Production Robert W. Paul
- Pays d'origine : Grande-Bretagne
- Format : Noir et blanc
- Durée : 2 minutes et 12 secondes
- Licence : Domaine public
- Date de sortie : 1901